# Palmieri
Roberto Palmieri de Souza ou simplesmente Palmieri (Rio de Janeiro, 15 de agosto de 1968) é um ex-futebolista brasileiro que atuava como goleiro.
Atualmente, Palmieri exerce os cargos de jornalista esportivo e treinador. Também foi presidente da Associação Brasileira de Treinadores de Goleiro (ABTG).

## Carreira

### Jogador
Palmieri começou nas categorias de base do Bangu e teve sua primeira chance na equipe profissional de Moça Bonita aos 17 anos.
Participou das seleções cariocas juvenil, juniores e profissional, entre os anos de 1985 a 1989. Foi convocado pela Seleção Brasileira infantil em 1984 e 1985. Atuou também das Seleções Brasileira sub-16 no XVIII Torneio Internacional de Montaigu na França e Copa do Mundo na China, sub-20 na Copa do Mundo do Chile e Torneio da Amizade em Portugal e Espanha.
Palmieri fez 69 jogos pelo time profissional do Bangu. Palmieri saiu do time de Moça Bonita no final de 89 para defender o Botafogo de Ribeirão Preto.
No ano seguinte, voltou para o futebol carioca, desta vez para jogar pelo Botafogo.
Palmieri atuou em diversos clubes brasileiros e também no Tolima da Colômbia.
Encerrou a carreira aos 32 anos, jogando pelo Volta Redonda.

### Treinador
Dirigiu a equipe do Ferroviário do Ceará na Copa do Brasil de 2004.

## Títulos
Bangu:
- Campeonato Carioca Juniores - 1987
- Taça Rio - 1987

Botafogo:
- Copa El Pacifico - 2003

Vila Elisa:
- Copa Ceterp de Futebol - 1997, 1998

Fortaleza:
- Campeonato Cearense - 2000